# Liste der Science-Fiction-Story-Reader-Ausgaben
Diese Seite listet die Ausgaben der Science-Fiction-Taschenbuchanthologie-Reihe Science Fiction Story Reader im Heyne Verlag auf.

## Ausgaben
- Die ersten 12 Bände wurden abwechselnd von Wolfgang Jeschke und Herbert W. Franke herausgegeben, wobei Jeschke für die ungeraden Nummern, und Franke für die geraden verantwortlich zeichnete. Die letzten 9 gab nur noch Jeschke heraus.

### Science Fiction Story Reader 1 – 1974
| Deutscher Titel                                        | Originaltitel                                    | Jahr | Autor               |
| ------------------------------------------------------ | ------------------------------------------------ | ---- | ------------------- |
| Susies Wirklichkeit                                    | Susie’s Reality                                  | 1973 | Bob Stickgold       |
| Anläßlich der Wiederaufführung von ›Hair‹ im Jahr 2016 | If »Hair« Were Revived in 2016                   | 1971 | Arnold M. Auerbach  |
| Ockhams Skalpell                                       | Occam’s Scalpel                                  | 1964 | Theodore Sturgeon   |
| Ort der Qualen                                         | Gehenna                                          | 1971 | Barry N. Malzberg   |
| Mnarra Mobilis                                         | Mnarra Mobilis                                   | 1973 | Sydney J. Van Scyoc |
| Mißverständnis oder Vorsicht mit Nichtrauchern         |                                                  | 1974 | Herbert W. Franke   |
| Abstieg                                                | Descending                                       | 1964 | Thomas M. Disch     |
| Rammer                                                 | Rammer                                           | 1971 | Larry Niven         |
| Sprüche oder Die Utopie in der Westentasche (Graphik)  |                                                  | 1964 | Wolfgang Jeschke    |
| Der Science Fiction-Horror-Film-Taschen-Computer       | The Science Fiction Horror Movie Pocket Computer | 1971 | Gahan Wilson        |

### Science Fiction Story Reader 2 – 1974
| Deutscher Titel                                              | Originaltitel                          | Jahr | Autor             |
| ------------------------------------------------------------ | -------------------------------------- | ---- | ----------------- |
| Westwind                                                     | Westwind                               | 1973 | Gene Wolfe        |
| In den Raumschiffdocks                                       | Working in the Spaceship Yards         | 1969 | Brian W. Aldiss   |
| Durchreise                                                   | Transient                              | 1965 | Langdon Jones     |
| I love Bombay 1980                                           |                                        | 1974 | Wolfgang Jeschke  |
| Das Schöne an sich                                           | A Thing of Beauty                      | 1973 | Norman Spinrad    |
| Liebe Hexe Hazel, meine Vögel fliegen nicht fort…            | Dear Witch Hazel, My Birds Won’t Fly   | 1974 | Peter Tate        |
| Der Traum vom Meer                                           | The Birds of Lorrane                   | 1974 | Herbert W. Franke |
| Umwelt Meer (Essay)                                          |                                        | 1974 | Herbert W. Franke |
| Projekt für einen Unterwassergarten (Graphik zu Umwelt Meer) |                                        | 1974 | Jürgen Claus      |
| Sternenfeuer                                                 | Starfire (bisher nicht veröffentlicht) | 1974 | Bob Parkinson     |

### Science Fiction Story Reader 3 – 1975
| Deutscher Titel                     | Originaltitel           | Jahr | Autor              |
| ----------------------------------- | ----------------------- | ---- | ------------------ |
| Sieg                                | Conquest                | 1971 | Barry N. Malzberg  |
| Kein Weg nach Hause                 | No Direction Home       | 1971 | Norman Spinrad     |
| Ein Jäger am Ende der Strecke       | The Hunter at His Ease  | 1970 | Brian W. Aldiss    |
| Der Mann, das Metall und das Wasser |                         | 1975 | Gerd Maximović     |
| Im Stall                            | In the Barn             | 1972 | Piers Anthony      |
| Bevölkerungsimplosion               | Seventy Years of Decpop | 1972 | Philip José Farmer |

### Science Fiction Story Reader 4 – 1975
| Deutscher Titel                                        | Originaltitel        | Jahr | Autor               |
| ------------------------------------------------------ | -------------------- | ---- | ------------------- |
| Der letzte Befehl                                      | The Last Command     | 1967 | Keith Laumer        |
| Ausschnitt aus Tafelbild zum Prix Futura I (Graphik)   |                      | 1975 | Oswin               |
| Persephone und Hades                                   | Persephone and Hades | 1973 | Scott W. Schumack   |
| Aufforderung zur Erstellung eines Angebots             | Request for Proposal | 1972 | Anthony R. Lewis    |
| Saturn (Gedicht)                                       |                      | 1967 | Kurt K. Doberer     |
| Tag für Tag                                            |                      | 1975 | Winfried Göpfert    |
| Notlandung                                             |                      | 1975 | Dieter Hasselblatt  |
| Im Spiegelkabinett                                     |                      | 1975 | Jürgen vom Scheidt  |
| Ausschnitt aus Tafelbild zum Prix Futura II (Graphik)  |                      | 1975 | Oswin               |
| Im Rechnen eine Null                                   | Young Beaker         | 1973 | J. T. Lamberty, Jr. |
| 25 Jahre vor 2000 (Essay)                              |                      | 1975 | Herbert W. Franke   |
| Ausschnitt aus Tafelbild zum Prix Futura III (Graphik) |                      | 1975 | Oswin               |
| Crimescan                                              | Crimescan            | 1973 | Colin Capp          |
| Ausschnitt aus Tafelbild zum Prix Futura IV (Graphik)  |                      | 1975 | Oswin               |
| Konstruktion mit kleinen Fehlern                       | Construction Shack   | 1973 | Clifford D. Simak   |

### Science Fiction Story Reader 5 – 1975
| Deutscher Titel                                                      | Originaltitel                                                       | Jahr | Autor               |
| -------------------------------------------------------------------- | ------------------------------------------------------------------- | ---- | ------------------- |
| Rollerball                                                           | Roller Ball Murder                                                  | 1973 | William Harrison    |
| Romeo und Julia                                                      |                                                                     | 1975 | Joern J. Bambeck    |
| Für die linke Hand                                                   |                                                                     | 1975 | Viktoras Pivonas    |
| Ein gewöhnlicher Tag – mit Kasten                                    | One Ordinary Day, with Box                                          | 1972 | Kathleen Sky        |
| Die Abweisung                                                        |                                                                     | 1975 | Peter Beh           |
| Abschied von Lya                                                     | A Song for Lya                                                      | 1973 | George R. R. Martin |
| Träum süß, Melissa                                                   | Sweet Dreams, Melissa                                               | 1968 | Stephen Goldin      |
| Symphonie Nr. 6, c-Moll, Die Tragische, von Ludwig van Beethoven II. | Symphony No. 6 in C Minor »The Tragic« – by Ludwig van Beethoven II | 1968 | Langdon Jones       |

### Science Fiction Story Reader 6 – 1976
| Deutscher Titel                                       | Originaltitel                                                        | Jahr | Autor               |
| ----------------------------------------------------- | -------------------------------------------------------------------- | ---- | ------------------- |
| Mit der Kamera dabei                                  | Protest (auch: Crumbling Hollywood Mansion, Crumbling Hollywood Man) | 1974 | Peter Tate          |
| Entweder – oder                                       | Exclusive Either/Or                                                  | 1974 | Rowland E. Burns    |
| Nicht an weiße Bären denken!                          | Wait. You’ll See! (bisher nicht veröffentlicht)                      | 1976 | J. W. Schutz        |
| Im Auftrag der FTL                                    | FTA                                                                  | 1974 | George R. R. Martin |
| Perfekter als perfekter Mord                          | Mai mult ca perfectul crimei (rumänisch)                             | 1974 | Adrian Rogoz        |
| Wellen                                                | Waves                                                                | 1974 | Jack B. Kerr        |
| Der rote Kristallplanet                               |                                                                      | 1976 | Gerd Maximović      |
| Wegen Elsie                                           |                                                                      | 1976 | Charlotte Winheller |
| Quantenphysik der Geistererscheinungen                | Scholarly Correspondence                                             | 1974 | Charles Eric Maine  |
| Bevor sie zu den Sternen fliegen                      | Zanim polecą do gwiazd (polnisch)                                    | 1963 | Konrad Fialkowski   |
| Schreibe ich deinen Namen…                            | Scrivo il tuo nome (italienisch)                                     | 1971 | Domenico Garelli    |
| Attentat                                              |                                                                      | 1961 | K. K. Doberer       |
| Endstadt                                              | End City                                                             | 1974 | Robert Sheckley     |
| Preis der Unsterblichkeit                             | Premonitions of Immortality (bisher nicht veröffentlicht)            | 1976 | Bob Parkinson       |
| Computer – einfach zum Lachen (Essay zu den Cartoons) |                                                                      | 1976 | Herbert W. Franke   |

Enthält zusätzlich vier Cartoons zum Thema Rechenmaschinen/Computer ohne Angabe des Zeichners. Lediglich © „maul + co endlosdruck“ angegeben.

### Science Fiction Story Reader 7 – 1977
| Deutscher Titel              | Originaltitel                           | Jahr | Autor                     |
| ---------------------------- | --------------------------------------- | ---- | ------------------------- |
| Am Morgen fällt der Nebel    | With Morning Comes Mistfall             | 1973 | George R. R. Martin       |
| Der Geruch der Angst         | Le sale air de la peur (französisch)    | 1951 | René Sussan               |
| Am Froschteich               | Frog Pond                               | 1971 | Chelsea Quinn Yarbro      |
| Stell dir vor                |                                         | 1956 | Lothar van de Renne       |
| Der Kämpfer                  | The Warrior                             | 1971 | William Harrison          |
| Karussell                    | Whirl Cage                              | 1972 | Jack Dann                 |
| Wandel unter Kennedy         | Wandelend rond Kennedy (niederländisch) | 1975 | Bob van Laerhoven         |
| Wiederaufbau                 | Réhabilitation (französisch)            | 1973 | Gérard Klein              |
| Heimsuchung                  |                                         | 1977 | Kai Riedemann             |
| Das Tal                      | Le Vallon (französisch)                 | 1975 | Jean-Pierre Andrevon      |
| Drei Stufen zur Wirklichkeit |                                         | 1977 | Christian Meyer-Oldenburg |
| Sterne (Gedicht)             |                                         | 1977 | Wolfgang Jeschke          |
| Aufbruch (Gedicht)           |                                         | 1977 | Wolfgang Jeschke          |

### Science Fiction Story Reader 8 – 1977
| Deutscher Titel                                             | Originaltitel                                      | Jahr | Autor                 |
| ----------------------------------------------------------- | -------------------------------------------------- | ---- | --------------------- |
| Der Held                                                    | The Hero                                           | 1971 | George R. R. Martin   |
| Symbiose – das Verhältnis von Sein und Bewußtsein (Graphik) |                                                    | 1977 | Thomas Franke         |
| Die Stadt – sie stirbt                                      | The City, Dying                                    | 1968 | Eddy C. Bertin        |
| Fantastischer Realismus (Essay zu den Graphiken)            |                                                    | 1977 | Herbert W. Franke     |
| Schatten                                                    | Nobody Here But Us Shadows                         | 1975 | Sam Lundwall          |
| Kontakt II (Graphik)                                        |                                                    | 1977 | Thomas Franke         |
| Der Komet, der Hügel und die Kapsel                         | Comet, Cairn and Capsule                           | 1972 | Duncan Lunan          |
| Alptraum Nummer Drei                                        | Nightmare Number Three                             | 1935 | Stephen Vincent Benét |
| Kriegsherr                                                  | Warlord of Earth                                   | 1977 | David S. Garnett      |
| Ammonit (Graphik)                                           |                                                    | 1977 | Thomas Franke         |
| Die Reise in den roten Nebel                                |                                                    | 1977 | Gerd Maximović        |
| Die Pistole ohne Knall                                      | The Gun Without a Bang                             | 1958 | Robert Sheckley       |
| Fraukind                                                    | Damechild                                          | 1970 | Dennis Etchison       |
| Kontakt I (Graphik)                                         |                                                    | 1977 | Thomas Franke         |
| Man weint nicht mehr                                        | Nobody Cries Anymore (bisher nicht veröffentlicht) | 1977 | Chris Boyce           |
| Der Bastler                                                 | Tinkerboy                                          | 1974 | Robert F. Young       |

### Science Fiction Story Reader 9 – 1978
| Deutscher Titel | Originaltitel                               | Jahr | Autor              |
| --- | ------------------------------------------- | ---- | ------------------ |
| Die Humaniden |                                             | 1978 | Fritz Deppert      |
| • Die Humaniden (Illustration zu der Erzählung)                                                                          |                                             | 1978 | Werner Ruhner      |
| Das Ding von der Müllkippe                                                                                               | The Throwaway Man                           | 1970 | Steve Chapman      |
| Marija und das Tier |                                             | 1978 | Dieter Hasselblatt |
| Krokodilsuhr (Kurzes, ewiges Herz) (Gedicht)                                                                             |                                             | 1978 | Oliver Behnssen    |
| Fliegen (Gedicht) |                                             | 1978 | Oliver Behnssen    |
| Ein Besuch im Colosseum                                                                                                  |                                             | 1976 | Kurt Morawietz     |
| Die Vergangenheit | Le Passé (Il avait consacré…) (französisch) | 1957 | Jacques Sternberg  |
| Matuscheks Welten |                                             | 1978 | Thomas Ziegler     |
| • Matuscheks Welten (Illustration zu der Erzählung)                                                                      |                                             | 1978 | Werner Ruhner      |
| • Matuscheks Welten (Illustration zu der Erzählung)                                                                      |                                             | 1978 | Thomas Franke      |
| Kopfgeld |                                             | 1978 | Heidelore Kluge    |
| Stau (Gedicht) |                                             | 1978 | Hans Georg Bulla   |
| Systemtechnik (Gedicht)                                                                                                  |                                             | 1978 | Heidelore Kluge    |
| Holzmann weiß, was Menschen brauchen                                                                                     |                                             | 1978 | Thomas Ziegler     |
| • Holzmann weiß, was Menschen brauchen I/II (2 Illustrationen zu der Erzählung)                                          |                                             | 1978 | Werner Ruhner      |
| Kälte |                                             | 1978 | Heidelore Kluge    |
| Ruinen (Gedicht) |                                             | 1978 | Helmut Ehls        |
| Unser unsterblicher Präsident                                                                                            |                                             | 1978 | H. W. Springer     |
| • Unser unsterblicher Präsident (Illustration zu der Erzählung)                                                          |                                             | 1978 | Werner Ruhner      |
| 4 Gedichte |                                             | 1978 | Dieter Beckmann    |
| Irgendwas geht hier vor, aber Sie wissen nicht, was es ist, nicht wahr, Mr. Jones?                                       |                                             | 1978 | Ronald M. Hahn     |
| • Irgendwas geht hier vor, aber Sie wissen nicht, was es ist, nicht wahr, Mr. Jones? (Illustration zu der Erzählung)     |                                             | 1978 | Werner Ruhner      |
| Schatten |                                             | 1978 | Sylvia Pukallus    |
| • Schatten (Illustration zu der Erzählung)                                                                               |                                             | 1978 | Thomas Franke      |
| In der Galaxie nichts Neues (Gedicht)                                                                                    |                                             | 1978 | Joachim Grünhagen  |
| Auf Orionkurs (Gedicht)                                                                                                  |                                             | 1978 | Joachim Grünhagen  |
| Neuorientierung (Gedicht)                                                                                                |                                             | 1978 | Joachim Grünhagen  |
| Erdflucht (Gedicht) |                                             | 1978 | Joachim Grünhagen  |
| Raumkreuzer (Gedicht) |                                             | 1978 | Joachim Grünhagen  |
| Jahresbericht (2469) des Forschungsrats für Geschichte und Herkunft an die Weltkommune                                   |                                             | 1978 | Fritz Deppert      |
| • Jahresbericht (2469) des Forschungsrats für Geschichte und Herkunft an die Weltkommune (Illustration zu der Erzählung) |                                             | 1978 | Werner Ruhner      |
| steelnurse (Gedicht) |                                             | 1978 | Reinhard Henning   |
| tranx-liebe (Gedicht) |                                             | 1978 | Reinhard Henning   |
| Maschinen |                                             | 1955 | Walter Irlacher    |
| • Maschinen (Illustration zu der Erzählung)                                                                              |                                             | 1978 | Thomas Franke      |
| Seher von Patmos (Gedicht)                                                                                               |                                             | 1978 | Richard Radssat    |
| Sierra Maestra | Sierra Maestra                              | 1975 | Norman Spinrad     |
| • Sierra Maestra (Illustration zu der Erzählung)                                                                         |                                             | 1978 | Thomas Franke      |
| Der Astronaut | Le Navigateur (französisch)                 | 1956 | Jacques Sternberg  |
| • Der Astronaut (Illustration zu der Erzählung)                                                                          |                                             | 1978 | Werner Ruhner      |
| Star Ranger (Gedicht) |                                             | 1978 | Robert Steffen     |
| Wir haben einen Rabbi auf der Venus                                                                                      | On Venus, Have We Got a Rabbi               | 1974 | William Tenn       |
| • Wir haben einen Rabbi auf der Venus (Illustration zu der Erzählung)                                                    |                                             | 1978 | Werner Ruhner      |
| Die Bedeutung der Zahl 30000 in den Werken von R. S. (Ein Beitrag zu zukünftigen Germanistik)                            |                                             | 1978 | Robert Steffen     |

### Science Fiction Story Reader 10 – 1978
| Deutscher Titel                                                                             | Originaltitel                                          | Jahr | Autor                              |
| ------------------------------------------------------------------------------------------- | ------------------------------------------------------ | ---- | ---------------------------------- |
| Anschein von Leben                                                                          | Appearance of Life                                     | 1976 | Brian W. Aldiss                    |
| Das allergrößte Haus                                                                        | Самый большой дом (russisch)                           | 1974 | Viktor Kolupajew (Виктор Колупаев) |
| Trink mich, Francesca                                                                       | Drink Me, Francesca                                    | 1978 | Richard Cowper                     |
| Wir Drei                                                                                    | We Three                                               | 1974 | Dean R. Koontz                     |
| Ein Seitensprung zur Science Fiction: Dieter Olaf Klama – zu unseren Illustrationen (Essay) |                                                        | 1978 | Herbert W. Franke                  |
| Ohne Titel (1) (Cartoon)                                                                    |                                                        | 1977 | Dieter O. Klama                    |
| Das Kommen des neuen Gottes (Erstveröffentlichung)                                          | The Coming of the New God                              | 1980 | Naomi Mitchison                    |
| Eins ums andere                                                                             |                                                        | 1978 | Charlotte Winheller                |
| Der heilige Gral                                                                            | Sangraal                                               | 1978 | Chris Boyce                        |
| Die Finger im Licht                                                                         |                                                        | 1978 | Heinrich Werner                    |
| Ohne Titel (2) (Cartoon)                                                                    |                                                        | 1977 | Dieter O. Klama                    |
| Bennie ist ein schöner Name                                                                 |                                                        | 1978 | Charlotte Winheller                |
| Eine bessere Welt als diese                                                                 | A Better World Than This (bisher nicht veröffentlicht) | 1976 | Bob Parkinson                      |
| Rechtsbrecher                                                                               |                                                        | 1978 | Peter Schattschneider              |
| Das Familientreffen                                                                         |                                                        | 1978 | Heinrich Werner                    |
| Ohne Titel (3) (Cartoon)                                                                    |                                                        | 1977 | Dieter O. Klama                    |
| Die Freundlichen                                                                            | The Kindly Ones                                        | 1974 | John Sladek                        |
| Sternenstoff                                                                                | Starstuff (bisher nicht veröffentlicht)                | 1978 | J. A. Lawrence                     |
| Ohne Titel (4) (Cartoon)                                                                    |                                                        | 1977 | Dieter O. Klama                    |
| Ewige Wechsel                                                                               | Forever Changes                                        | 1976 | David S. Garnett                   |
| Beschreibung eines Extragalaktikers und Die Verwirrung einer Menschin                       |                                                        | 1978 | Hendrik P. Linckens                |

### Science Fiction Story Reader 11 – 1979
| Deutscher Titel                                                                        | Originaltitel                              | Jahr | Autor                     |
| -------------------------------------------------------------------------------------- | ------------------------------------------ | ---- | ------------------------- |
| Der wunderbare messingne Schachautomat                                                 | The Marvelous Brass Chessplaying Automaton | 1977 | Gene Wolfe                |
| • Der wunderbare messingne Schachautomat I/II (2 Illustrationen zu der Erzählung)      |                                            | 1979 | Janos Fischer             |
| Die Schlange                                                                           | Of Mist, and Grass, and Sand               | 1973 | Vonda McIntyre            |
| • Die Schlange I/II/III (3 Illustrationen zu der Erzählung)                            |                                            | 1979 | Janos Fischer             |
| Zu den Sternen                                                                         |                                            | 1979 | Lota Ponitka              |
| • Zu den Sternen I/II (2 Illustrationen zu der Erzählung)                              |                                            | 1979 | Janos Fischer             |
| Tod und Bestimmung unter den Asadi                                                     | Death and Designation Among the Asadi      | 1973 | Michael Bishop            |
| Tod und Bestimmung unter den Asadi I–IV (4 Illustrationen zu der Erzählung)            |                                            | 1979 | Janos Fischer             |
| Das Bild                                                                               |                                            | 1979 | Irmtraud Kremp            |
| • Das Bild (Illustration zu der Erzählung)                                             |                                            | 1979 | Janos Fischer             |
| Die Hand mit den Hundert Fingern                                                       | The Hand with One Hundred Fingers          | 1976 | Raphael Aloysius Lafferty |
| • Die Hand mit den Hundert Fingern I/II (2 Illustrationen zu der Erzählung)            |                                            | 1979 | Janos Fischer             |
| Grivas Abschiedsparty                                                                  |                                            | 1979 | Axel Melhardt             |
| • Grivas Abschiedsparty (Illustration zu der Erzählung)                                |                                            | 1979 | Janos Fischer             |
| Leb wohl, Robinson Crusoe!                                                             | Good-Bye, Robinson Crusoe                  | 1977 | John Varley               |
| • Leb wohl, Robinson Crusoe! (Illustration zu der Erzählung)                           |                                            | 1979 | Janos Fischer             |
| Meine Damen und Herren, hier ist ihre Krise                                            | Ladies and Gentlemen, This Is Your Crisis  | 1976 | Kate Wilhelm              |
| • Meine Damen und Herren, hier ist ihre Krise I/II (2 Illustrationen zu der Erzählung) |                                            | 1979 | Janos Fischer             |
| Das Tagebuch der Rose                                                                  | The Diary of the Rose                      | 1976 | Ursula K. Le Guin         |
| • Das Tagebuch der Rose (Illustration zu der Erzählung)                                |                                            | 1979 | Janos Fischer             |

### Science Fiction Story Reader 12 – 1979
| Deutscher Titel                                                            | Originaltitel                                                                  | Jahr | Autor                                 |
| -------------------------------------------------------------------------- | ------------------------------------------------------------------------------ | ---- | ------------------------------------- |
| Aufzeichnungen aus einem Polizeistaat                                      | Manuscript Found in a Police State                                             | 1972 | Brian W. Aldiss                       |
| • Aufzeichnungen aus einem Polizeistaat (Illustration zu der Erzählung)    |                                                                                | 1979 | Roberto Bonadimani                    |
| Grenzkrieg                                                                 | Institution                                                                    | 1979 | Garry Kilworth                        |
| Was im Todesschlaf an Träumen käme                                         | What Dreams May Come                                                           | 1978 | Angus McAllister                      |
| • Was im Todesschlaf an Träumen käme (Illustration zu der Erzählung)       |                                                                                | 1979 | Roberto Bonadimani                    |
| Anleitung zum häuslichen Glück für die emanzipierte Frau                   | The Liberated Woman’s Guide to Domestic Felicity (bisher nicht veröffentlicht) | 1979 | Dr. Frank Freeperson (J. A. Lawrence) |
| Ein altmodisches Mädchen                                                   | An Old-Fashioned Girl                                                          | 1974 | Joanna Russ                           |
| Die frühen imaginären Abenteuer von Gott                                   | The Early, Imaginary Adventures of God (bisher nicht veröffentlicht)           | 1979 | Bob Parkinson                         |
| • Die frühen imaginären Abenteuer von Gott (Illustration zu der Erzählung) |                                                                                | 1979 | Roberto Bonadimani                    |
| Olympia Männertrost                                                        |                                                                                | 1979 | Rosemarie Voges                       |
| Du bist – ich bin. Dame, zwei Hunde, zwei Männer, eine Peitsche            |                                                                                | 1979 | Dieter Hasselblatt                    |
| Wunder im Mond                                                             |                                                                                | 1926 | K. K. Doberer                         |
| Parallelen                                                                 |                                                                                | 1973 | Alfred Leman & Hans Taubert           |
| Duell der Tiger                                                            |                                                                                | 1979 | Karlheinz Steinmüller                 |
| Zerdopplung                                                                |                                                                                | 1979 | Karlheinz Steinmüller                 |
| Zerdopplung (Illustration zu der Erzählung)                                |                                                                                | 1979 | Roberto Bonadimani                    |
| Der Zoo                                                                    |                                                                                | 1979 | Gerhard Stein                         |
| Reisende durch Lichtjahre                                                  | Wanderers and Travellers We Were                                               | 1978 | Darrell Schweitzer                    |
| • Reisende durch Lichtjahre (Illustration zu der Erzählung)                |                                                                                | 1979 | Roberto Bonadimani                    |
| Der Schmetterling des Generalissimus                                       | The Generalissimo’s Butterfly                                                  | 1978 | Chelsea Quinn Yarbro                  |
| Das schwarze Schiff                                                        |                                                                                | 1979 | Gerd Maximovič                        |
| …Mit Riesenschritten kommt er zurück…                                      | …Il revient au galop (französisch)                                             | 1971 | Jean-Pierre Andrevon                  |
| Die SF-Welten des Roberto Bonadimani (Essay)                               |                                                                                | 1979 | Herbert W. Franke                     |

### Science Fiction Story Reader 13 – 1980
| Deutscher Titel                                                     | Originaltitel            | Jahr | Autor                          |
| ------------------------------------------------------------------- | ------------------------ | ---- | ------------------------------ |
| In der Klemme                                                       | Tupik (Тупик) (russisch) | 1978 | V. N. Komarov (Виктор Комаров) |
| • In der Klemme (Illustration zu der Erzählung)                     |                          | 1980 | Janos Fischer                  |
| Hilfe für eine Dritte Welt                                          |                          | 1980 | David Chippers                 |
| • Hilfe für eine Dritte Welt (Illustration zu der Erzählung)        |                          | 1980 | Janos Fischer                  |
| Azteken                                                             | Aztecs                   | 1977 | Vonda N. McIntyre              |
| • Azteken I–V (5 Illustrationen zu der Erzählung)                   |                          | 1980 | Janos Fischer                  |
| Der Tag der goldenen Reifen                                         |                          | 1980 | Irmtraud Kremp                 |
| • Der Tag der goldenen Reifen (Illustration zu der Erzählung)       |                          | 1980 | Janos Fischer                  |
| Der alte Zinnsoldat                                                 | Tin Soldier              | 1974 | Joan D. Vinge                  |
| • Der alte Zinnsoldat I–IV (4 Illustrationen zu der Erzählung)      |                          | 1980 | Janos Fischer                  |
| Das Friedhofskreuz                                                  | The Graveyard Cross      | 1976 | Robert P. Holdstock            |
| • Das Friedhofskreuz I/II (2 Illustrationen zu der Erzählung)       |                          | 1980 | Janos Fischer                  |
| Die Blumen der Stinx                                                |                          | 1980 | Sven Ove Kassau                |
| • Die Blumen der Stinx I/II/III (3 Illustrationen zu der Erzählung) |                          | 1980 | Janos Fischer                  |
| Tertiär                                                             |                          | 1980 | Gerhard Stein                  |
| • Tertiär I/II/III (3 Illustrationen zu der Erzählung)              |                          | 1980 | Janos Fischer                  |
| Kassandra                                                           | Cassandra                | 1978 | C. J. Cherryh                  |
| • Kassandra I/II (2 Illustrationen zu der Erzählung)                |                          | 1980 | Thomas Heston                  |

### Science Fiction Story Reader 14 – 1980
| Deutscher Titel                                                      | Originaltitel                                                                         | Jahr | Autor                 |
| -------------------------------------------------------------------- | ------------------------------------------------------------------------------------- | ---- | --------------------- |
| Der Henker ist heimgekehrt                                           | Home Is the Hangman                                                                   | 1975 | Roger Zelazny         |
| • Der Henker ist heimgekehrt I–V (5 Illustrationen zu der Erzählung) |                                                                                       | 1980 | Janos Fischer         |
| Vakuum                                                               |                                                                                       | 1980 | Peter Schattschneider |
| • Vakuum (Illustration zu der Erzählung)                             |                                                                                       | 1980 | Janos Fischer         |
| Das Kampfobjekt                                                      |                                                                                       | 1980 | Gerd Maximović        |
| Die Reise nach Andromeda                                             |                                                                                       | 1980 | Curd Paetzke          |
| • Die Reise nach Andromeda (Illustration zu der Erzählung)           |                                                                                       | 1980 | Janos Fischer         |
| Teufelskreis                                                         |                                                                                       | 1980 | Horst-Günter Rubahn   |
| Prinzip der Gewaltlosigkeit                                          |                                                                                       | 1980 | Reinmar Cunis         |
| • Prinzip der Gewaltlosigkeit (Illustration zu der Erzählung)        |                                                                                       | 1980 | Janos Fischer         |
| Roboter (Gedicht)                                                    |                                                                                       | 1980 | Joachim Grünhagen     |
| Fremde Galaxien (Gedicht)                                            |                                                                                       | 1980 | Joachim Grünhagen     |
| Entdeckungen (Gedicht)                                               |                                                                                       | 1980 | Joachim Grünhagen     |
| Komparation (Gedicht)                                                |                                                                                       | 1980 | Joachim Grünhagen     |
| Spektrum (Gedicht)                                                   |                                                                                       | 1980 | Joachim Grünhagen     |
| Gefühlsinformation (Gedicht)                                         |                                                                                       | 1980 | Joachim Grünhagen     |
| Was tun, wenn die Geliebte an Bord des Raumschiffs weilt?            | What Are You Going to Do When You See Your Lady Strolling on the Deck of the Starship | 1978 | Grant Carrington      |
| Visitation aus dem All                                               |                                                                                       | 1980 | Thomas Parczik        |
| Eine Lektion Geschichte                                              |                                                                                       | 1980 | Lutz Rathenow         |
| • Eine Lektion Geschichte (Illustration zu der Erzählung)            |                                                                                       | 1980 | Janos Fischer         |
| In einer Ecke (Gedicht)                                              |                                                                                       | 1980 | Christian Haderer     |
| Regen                                                                |                                                                                       | 1980 | Bernd Mayer           |
| Der Einsame von Frediro                                              |                                                                                       | 1980 | Sven Ove Kassau       |
| Begegnung (Gedicht)                                                  |                                                                                       | 1980 | Gertrud Hanke-Maiwald |
| Ein traumhafter Erfolg                                               |                                                                                       | 1980 | Peter Schattschneider |
| • Ein traumhafter Erfolg (Illustration zu der Erzählung)             |                                                                                       | 1980 | Janos Fischer         |
| Ein Kind jeglichen Alters                                            | Child of All Ages                                                                     | 1975 | P. J. Plauger         |
| • Ein Kind jeglichen Alters I/II (2 Illustrationen zu der Erzählung) |                                                                                       | 1980 | Janos Fischer         |
| Das Schachspiel                                                      |                                                                                       | 1980 | Joern J. Bambeck      |
| Ich bin eine Frau                                                    |                                                                                       | 1980 | Grete Wassertheurer   |
| Feraxya                                                              | Breath’s a Ware That Will Not Keep                                                    | 1975 | Thomas F. Monteleone  |
| • Feraxya I/II (2 Illustrationen zu der Erzählung)                   |                                                                                       | 1980 | Janos Fischer         |
| Liebe Deinen Nächsten – auch wenn er kleiner ist als Du              |                                                                                       | 1980 | Rudolf Stolte         |
| Kanaken                                                              |                                                                                       | 1980 | Rudolf Stolte         |
| Wir sind wieder wer (Gedicht)                                        |                                                                                       | 1980 | Manfred Fischer       |
| Schwarzes Universum                                                  |                                                                                       | 1980 | Thomas Parczik        |
| Die Stunde des Horus                                                 |                                                                                       | 1980 | Irmtraud Kremp        |

### Science Fiction Story Reader 15 – 1981
| Deutscher Titel                                                                            | Originaltitel                                 | Jahr | Autor                |
| ------------------------------------------------------------------------------------------ | --------------------------------------------- | ---- | -------------------- |
| Objekt der Verehrung                                                                       |                                               | 1981 | Jörg Weigand         |
| Der Bandemar                                                                               | The Bandemar                                  | 1971 | Joe Wehrle, Jr.      |
| • Der Bandemar (Illustration zu der Erzählung)                                             |                                               | 1981 | Janos Fischer        |
| Bitterblumen                                                                               | Bitterblooms                                  | 1977 | George R. R. Martin  |
| • Bitterblumen (Illustration zu der Erzählung)                                             |                                               | 1981 | Janos Fischer        |
| Mit der Sünde geboren                                                                      | Original Sin                                  | 1972 | Vernor Vinge         |
| • Mit der Sünde geboren I/II (2 Illustrationen zu der Erzählung)                           |                                               | 1981 | Janos Fischer        |
| Proteine stinken nicht                                                                     | Les Protéines n’ont pas d’odeur (französisch) | 1979 | Richard D. Nolane    |
| Landung in 10 Phasen                                                                       |                                               | 1981 | Georges Hausemer     |
| Auf der Innenseite                                                                         | On the Inside                                 | 1976 | Robert P. Holdstock  |
| • Auf der Innenseite I/II/III (3 Illustrationen zu der Erzählung)                          |                                               | 1981 | Janos Fischer        |
| Archaeopteryx                                                                              |                                               | 1981 | Dietrich Wachler     |
| Späte La-Tène-Zeit                                                                         |                                               | 1980 | Michael Morgental    |
| Das Interview                                                                              |                                               | 1981 | Jörn J. Bambeck      |
| • Das Interview (Illustration zu der Erzählung)                                            |                                               | 1981 | Janos Fischer        |
| Das Steigen (Gedicht)                                                                      |                                               | 1981 | Wolf von Barloewen   |
| Das Fallen (Gedicht)                                                                       |                                               | 1981 | Wolf von Barloewen   |
| Die Reise nach Cleveland oder Der böse Traum                                               |                                               | 1981 | Curd Paetzke         |
| • Die Reise nach Cleveland oder Der böse Traum (Illustration zu der Erzählung)             |                                               | 1981 | Janos Fischer        |
| Der Quacksalber                                                                            | The Curandeiro                                | 1977 | Thomas F. Monteleone |
| • Der Quacksalber I/II (2 Illustrationen zu der Erzählung)                                 |                                               | 1981 | Janos Fischer        |
| In der Versuchsanstalt                                                                     |                                               | 1981 | Hermann Jauk         |
| Satania (Gedicht)                                                                          |                                               | 1981 | Richard Radssat      |
| Drei Wochen im September                                                                   |                                               | 1981 | Reinmar Cunis        |
| Manche meiner Freunde sind Amerikaner                                                      | Some of My Best Friends Are Americans         | 1980 | François Camoin      |
| Dokumente über den Zustand des Landes vor der Verheerung                                   |                                               | 1981 | Wolfgang Jeschke     |
| • Dokumente über den Zustand des Landes vor der Verheerung (Illustration zu der Erzählung) |                                               | 1981 | Janos Fischer        |

### Science Fiction Story Reader 16 – 1981
| Deutscher Titel | Originaltitel                                                       | Jahr | Autor                           |
| --- | ------------------------------------------------------------------- | ---- | ------------------------------- |
| Der Ausbruch des Gefreiten Gilbert                                                                                                  | The Eruption of Private Gilbert                                     | 1978 | Stepan Chapman                  |
| • Der Ausbruch des Gefreiten Gilbert I/II (2 Illustrationen zu der Erzählung)                                                       |                                                                     | 1981 | Janos Fischer                   |
| Die Band |                                                                     | 1966 | Christian Haderer               |
| Helden für einen Tag |                                                                     | 1981 | Thomas Parczik                  |
| • Helden für einen Tag I/II (2 Illustrationen zu der Erzählung)                                                                     |                                                                     | 1981 | Janos Fischer                   |
| Der heilige Götze des Friedens |                                                                     | 1981 | Hans Zakel                      |
| Alptraum (Gedicht) |                                                                     | 1981 | Jörn J. Bambeck                 |
| Engel der Gewalt | Anioł przemocy (polnisch)                                           | 1978 | Adam Wiśniewski-Snerg           |
| Humaner Strafvollzug |                                                                     | 1981 | Jürgen Lehnart                  |
| • Humaner Strafvollzug (Illustration zu der Erzählung)                                                                              |                                                                     | 1981 | Janos Fischer                   |
| Die Schatulle |                                                                     | 1981 | Malte Heim                      |
| • Die Schatulle (Illustration zu der Erzählung)                                                                                     |                                                                     | 1981 | Janos Fischer                   |
| Galaktisches Märchen (Gedicht) |                                                                     | 1981 | Joachim Grünhagen               |
| Prometheus 3000 (Gedicht) |                                                                     | 1981 | Joachim Grünhagen               |
| Alfomikron (Gedicht) |                                                                     | 1981 | Joachim Grünhagen               |
| Der Strand | Het strand (niederländisch) (bisher nicht veröffentlicht)           | 1981 | Guido Eekhaut                   |
| Jour Fixe |                                                                     | 1981 | Jörn J. Bambeck                 |
| • Jour Fixe (Illustration zu der Erzählung)                                                                                         |                                                                     | 1981 | Janos Fischer                   |
| Licht auf die Grenze |                                                                     | 1981 | Diethard van Heese              |
| 10 Gedichte aus den Notizen des Mago-Psycho-Technikers Carl Schultes (Gedicht)                                                      |                                                                     | 1981 | Harald K. Hülsmann              |
| Ludmilla |                                                                     | 1981 | Gisela Bulla                    |
| • Ludmilla (Illustration zu der Erzählung)                                                                                          |                                                                     | 1981 | Janos Fischer                   |
| Spot |                                                                     | 1981 | Werner Münchow                  |
| Der Mitarbeiter | The Accomplice                                                      | 1967 | Vernor Vinge                    |
| • Der Mitarbeiter (Illustration zu der Erzählung)                                                                                   |                                                                     | 1981 | Janos Fischer                   |
| Wohnung mit Küche und Bad |                                                                     | 1979 | Karl-Ulrich Burgdorf            |
| Home Sweet Home. Eine Familiengeschichte                                                                                            |                                                                     | 1981 | Georges Hausemer                |
| Parteiverkehr |                                                                     | 1981 | Michael Morgental               |
| • Parteiverkehr (Illustration zu der Erzählung)                                                                                     |                                                                     | 1981 | Janos Fischer                   |
| Der Schulhof | 校庭 (japanisch)                                                    | 1971 | Taku Mayumura (眉村 卓)         |
| • Der Schulhof (Illustration zu der Erzählung)                                                                                      |                                                                     | 1981 | Janos Fischer                   |
| Die Ruhestörung |                                                                     | 1981 | Dietrich Wachler                |
| Würfelspiel |                                                                     | 1981 | Reinmar Cunis                   |
| • Würfelspiel (Illustration zu der Erzählung)                                                                                       |                                                                     | 1981 | Janos Fischer                   |
| Optionen | Options                                                             | 1979 | John Varley                     |
| • Optionen I/II/III (3 Illustrationen zu der Erzählung)                                                                             |                                                                     | 1981 | Janos Fischer                   |
| Panem et Circenses |                                                                     | 1981 | Heidi Kluge                     |
| Wieviel wiegt eine Seele? |                                                                     | 1981 | Heidi Kluge                     |
| Der Schmerz im Ohr des dicken Gottes                                                                                                |                                                                     | 1981 | Heidi Kluge                     |
| Das Wappen von Jotán | El escudo de Jotán (spanisch)                                       | 1980 | Rafael Sánchez Ferlosio         |
| • Das Wappen von Jotán (Illustration zu der Erzählung)                                                                              |                                                                     | 1981 | Janos Fischer                   |
| Algernons Flucht | Evadarea lui Algernon (rumänisch)                                   | 1979 | Gheorghe Săsărman               |
| • Algernons Flucht (Illustration zu der Erzählung)                                                                                  |                                                                     | 1981 | Janos Fischer                   |
| Ein paar kurze, durch die Zensur geschmuggelte Szenen aus den Akten der Freiheit & Abenteuer GmbH                                   |                                                                     | 1981 | Ronald M. Hahn                  |
| • Ein paar kurze, durch die Zensur geschmuggelte Szenen aus den Akten der Freiheit & Abenteuer GmbH (Illustration zu der Erzählung) |                                                                     | 1981 | Janos Fischer                   |
| Soll das mein alter Freund sein, der Präsident?                                                                                     | Zou dit mijn oude vriend de president kunnen zijn? (niederländisch) | 1976 | Bob van Laerhoven               |
| • Soll das mein alter Freund sein, der Präsident? (Illustration zu der Erzählung)                                                   |                                                                     | 1981 | Janos Fischer                   |
| Die Kitzelmaschine |                                                                     | 1981 | Lutz Rathenow                   |
| Nonfiction (Gedicht) |                                                                     | 1981 | Lutz Rathenow                   |
| Verkündigung (Gedicht) |                                                                     | 1981 | Lutz Rathenow                   |
| Meldungen |                                                                     | 1981 | Lutz Rathenow                   |
| Kausalität |                                                                     | 1981 | Peter Ebersberger & Bernd Mayer |
| • Kausalität I/II/III (3 Illustrationen zu der Erzählung)                                                                           |                                                                     | 1981 | Janos Fischer                   |
| Ein Stückchen Heimat und die Folgen                                                                                                 |                                                                     | 1981 | Jörg Weigand                    |
| Sundera |                                                                     | 1981 | Lothar Streblow                 |
| • Sundera (Illustration zu der Erzählung)                                                                                           |                                                                     | 1981 | Janos Fischer                   |
| Auf dem Strom der Trauer | Sail the Tide of Mourning                                           | 1975 | Richard A. Lupoff               |
| • Auf dem Strom der Trauer (Illustration zu der Erzählung)                                                                          |                                                                     | 1981 | Janos Fischer                   |

### Science Fiction Story Reader 17 – 1982
| Deutscher Titel                                                             | Originaltitel                                        | Jahr | Autor                               |
| --------------------------------------------------------------------------- | ---------------------------------------------------- | ---- | ----------------------------------- |
| Der Regen                                                                   |                                                      | 1982 | Martin Wambsganss                   |
| Giaime, der Schachspieler                                                   | Giaime gioca a scacchi (italienisch)                 | 1979 | Remo Guerrini                       |
| • Giaime, der Schachspieler (Illustration zu der Erzählung)                 |                                                      | 1982 | Janos Fischer                       |
| Die Glastür                                                                 |                                                      | 1982 | Irmtraud Kremp                      |
| Konfitüre aus bitteren Kirschen                                             | Dulceața de cireșe amare (rumänisch)                 | 1976 | Gheorghe Săsărman                   |
| Seien Sie doch kein Mystiker!                                               | Ne bud’te Mistikom! (Не будьте мистиком!) (russisch) | 1980 | Dmitrij Bilenkin (Дмитрий Биленкин) |
| • Seien Sie doch kein Mystiker! (Illustration zu der Erzählung)             |                                                      | 1982 | Janos Fischer                       |
| Komm, tanz mit mir auf meines Ponys Grab!                                   | Come Dance with Me on My Pony’s Grave                | 1973 | C. L. Grant                         |
| • Komm, tanz mit mir auf meines Ponys Grab! (Illustration zu der Erzählung) |                                                      | 1982 | Janos Fischer                       |
| Gehirnwäsche GmbH                                                           |                                                      | 1982 | Diethard van Heese                  |
| Made in U.S.A.                                                              | Made in U.S.A.                                       | 1953 | J. T. McIntosh                      |
| • Made in U.S.A. I/II/III (3 Illustrationen zu der Erzählung)               |                                                      | 1982 | Janos Fischer                       |
| Der Herr des Landes                                                         | The Horse Lord                                       | 1977 | Lisa Tuttle                         |
| • Der Herr des Landes I/II (2 Illustrationen zu der Erzählung)              |                                                      | 1982 | Klaus D. Schiemann                  |
| Prokyon                                                                     |                                                      | 1966 | Stephan de la Motte                 |
| • Prokyon I/II/III (3 Illustrationen zu der Erzählung)                      |                                                      | 1982 | Klaus D. Schiemann                  |
| Trennung                                                                    | Segregation                                          | 1958 | Brian W. Aldiss                     |
| • Trennung I–IV (4 Illustrationen zu der Erzählung)                         |                                                      | 1982 | Klaus D. Schiemann                  |
| Ein Planet für Hentrup                                                      |                                                      | 1982 | Lothar Streblow                     |
| • Ein Planet für Hentrup I–IV (4 Illustrationen zu der Erzählung)           |                                                      | 1982 | Klaus D. Schiemann                  |
| Der Restaurateur                                                            |                                                      | 1982 | Bernd Mayer                         |
| Das Ökoid                                                                   |                                                      | 1982 | Malte Heim                          |
| • Das Ökoid I/II (2 Illustrationen zu der Erzählung)                        |                                                      | 1982 | Klaus Porschka                      |
| Houston, Houston, bitte melden!                                             | Houston, Houston, Do You Read?                       | 1976 | James Tiptree, Jr.                  |
| • Houston, Houston, bitte melden! I–V (5 Illustrationen zu der Erzählung)   |                                                      | 1982 | Michael Wertenbroch                 |
| Die Zeit jenseits des Alters. Eine Exkursion                                | The Time Beyond Age                                  | 1976 | Robert Holdstock                    |
| • Die Zeit jenseits des Alters I/II/III (3 Illustrationen zu der Erzählung) |                                                      | 1982 | Janos Fischer                       |

### Science Fiction Story Reader 18 – 1982
| Deutscher Titel                                                      | Originaltitel                     | Jahr | Autor                   |
| -------------------------------------------------------------------- | --------------------------------- | ---- | ----------------------- |
| Die Gärten von Velt                                                  |                                   | 1982 | M. G. Käsbauer          |
| • Die Gärten von Velt I/II/III (3 Illustrationen zu der Erzählung)   |                                   | 1982 | Ursula Olga Rinne       |
| Den Schluß machen                                                    |                                   | 1982 | Dieter Hasselblatt      |
| Prometheus 2000 (Gedicht)                                            |                                   | 1982 | Christel Lorek          |
| Homunculus technicus (Gedicht)                                       |                                   | 1982 | Christel Lorek          |
| Automation (Gedicht)                                                 |                                   | 1982 | Christel Lorek          |
| Eisgelächter (Gedicht)                                               |                                   | 1982 | Christel Lorek          |
| Leben – leben – leben                                                |                                   | 1982 | Jobst H. Teltschik      |
| • Leben – leben – leben I/II (2 Illustrationen zu der Erzählung)     |                                   | 1982 | Jobst H. Teltschik      |
| Mmirg                                                                |                                   | 1982 | Joern J. Bambeck        |
| Atlantis                                                             | Atlantis (rumänisch)              | 1975 | Gheorghe Săsărman       |
| Homotitanen (Gedicht)                                                |                                   | 1982 | Joachim Grünhagen       |
| Zeitraffer (Gedicht)                                                 |                                   | 1982 | Joachim Grünhagen       |
| Raumzeitnacht (Gedicht)                                              |                                   | 1982 | Joachim Grünhagen       |
| Terranisch (Gedicht)                                                 |                                   | 1982 | Joachim Grünhagen       |
| Antares (Gedicht)                                                    |                                   | 1982 | Joachim Grünhagen       |
| Abseits von Terra (Gedicht)                                          |                                   | 1982 | Joachim Grünhagen       |
| Ritual der Nacht                                                     |                                   | 1982 | Karl-Heinz Link         |
| Kavalier                                                             | Cavaliere (italienisch)           | 1978 | Remo Guerrini           |
| • Kavalier I/II (2 Illustrationen zu der Erzählung)                  |                                   | 1982 | Themistokles Kanellakis |
| Der Schneemann                                                       |                                   | 1982 | Curd Paetzke            |
| • Der Schneemann (Illustration zu der Erzählung)                     |                                   | 1982 | Klaus D. Schiemann      |
| An der Straße nach Ghardaia                                          |                                   | 1982 | Michael Morgental       |
| • An der Straße nach Ghardaia (Illustration zu der Erzählung)        |                                   | 1982 | Ursula Olga Rinne       |
| Rückkehr                                                             |                                   | 1982 | Inge Holm               |
| Jovis (Gedicht)                                                      |                                   | 1982 | Wolfgang Ueding         |
| Alter Mann (Gedicht)                                                 |                                   | 1982 | Wolfgang Ueding         |
| Kintopp                                                              |                                   | 1966 | Malte Heim              |
| • Kintopp I/II/III (3 Illustrationen zu der Erzählung)               |                                   | 1982 | Klaus Porschka          |
| Ein Spiel aus der Dose                                               |                                   | 1982 | Peter C. Wiesmeier      |
| • Ein Spiel aus der Dose I/II (2 Illustrationen zu der Erzählung)    |                                   | 1982 | Peter C. Wiesmeier      |
| Sandkönige                                                           | Sandkings                         | 1979 | George R. R. Martin     |
| • Sandkönige I/II/III (3 Illustrationen zu der Erzählung)            |                                   | 1982 | Themistokles Kanellakis |
| Biorhythmen (Gedicht)                                                |                                   | 1982 | Billie Sander           |
| Blick nach vorn (Gedicht)                                            |                                   | 1982 | Billie Sander           |
| Besuch beim Vater                                                    | Visita al padre (italienisch)     | 1976 | Lino Aldani             |
| • Besuch beim Vater I/II (2 Illustrationen zu der Erzählung)         |                                   | 1982 | Klaus D. Schiemann      |
| Die Rettung der Gesichter                                            | Saving Face                       | 1980 | Michael Bishop          |
| • Die Rettung der Gesichter I–VI (4 Illustrationen zu der Erzählung) |                                   | 1982 | Klaus D. Schiemann      |
| Sintschnee                                                           |                                   | 1982 | Diethard van Heese      |
| 4 Texte (Ohne Titel)                                                 |                                   | 1982 | Dieter Beckmann         |
| Science Fiction? (Essay)                                             |                                   | 1982 | Joern J. Bambeck        |
| Die Vereinigten Staaten nach der Reaganeration                       |                                   | 1982 | Horst Pukallus          |
| Darf ich bitten?                                                     | Dansons, maintenant (französisch) | 1977 | Richard D. Nolane       |

### Science Fiction Story Reader 19 – 1983
| Deutscher Titel                                                                          | Originaltitel                                              | Jahr | Autor                         |
| ---------------------------------------------------------------------------------------- | ---------------------------------------------------------- | ---- | ----------------------------- |
| Schöpferisches Spiel                                                                     | Creatief Spel (niederländisch)                             | 1974 | Manuel van Loggem             |
| Illusionaut (Gedicht)                                                                    |                                                            | 1983 | Gero Reimann                  |
| Hattusás                                                                                 | Hattușáș (rumänisch)                                       | 1975 | Gheorghe Săsărman             |
| Kreis der Zeit                                                                           |                                                            | 1983 | Vladimir Jakovlev             |
| • Kreis der Zeit I/II/III (3 Illustrationen zu der Erzählung)                            |                                                            | 1983 | Michael Wertenbroch           |
| Schwarz wie der Abgrund, von Pol zu Pol                                                  | Black as the Pit, from Pole to Pole                        | 1977 | Steven Utley & Howard Waldrop |
| • Schwarz wie der Abgrund, von Pol zu Pol I–VI (4 Illustrationen zu der Erzählung)       |                                                            | 1983 | Klaus D. Schiemann            |
| Augurenreport (Gedicht)                                                                  |                                                            | 1983 | Richard Radßat                |
| Spielereien                                                                              |                                                            | 1983 | Irmtraud Kremp                |
| Das Licht                                                                                | La luce (italienisch)                                      | 1977 | Vittorio Curtoni              |
| Der Alte                                                                                 |                                                            | 1983 | Hendrik Heimer                |
| Optimale Lebensformen                                                                    |                                                            | 1983 | David Chippers                |
| Rotgewürfelt                                                                             | Screziato di rosso (italienisch)                           | 1977 | Lino Aldani                   |
| • Rotgewürfelt I/II (2 Illustrationen zu der Erzählung)                                  |                                                            | 1983 | Klaus D. Schiemann            |
| Nachtblume (Gedicht)                                                                     |                                                            | 1983 | Henning Heske                 |
| Funkspruchgedicht (Gedicht)                                                              |                                                            | 1983 | Henning Heske                 |
| Einen Tag nach dem Gestern, einen Tag vor dem Morgen                                     |                                                            | 1983 | Kai Riedemann                 |
| Eine Welt für Roboter                                                                    |                                                            | 1983 | Gisela Bulla                  |
| • Eine Welt für Roboter (Illustration zu der Erzählung)                                  |                                                            | 1983 | Olga Rinne                    |
| Nonfiction (Gedicht)                                                                     |                                                            | 1981 | Lutz Rathenow                 |
| Aufsteigen (Gedicht)                                                                     |                                                            | 1983 | Lutz Rathenow                 |
| Hoffnung (Gedicht)                                                                       |                                                            | 1983 | Lutz Rathenow                 |
| Im Schatten                                                                              |                                                            | 1983 | Christian Haderer             |
| • Im Schatten I/II/III (3 Illustrationen zu der Erzählung)                               |                                                            | 1983 | Michael Wertenbroch           |
| Bin ich es, der Deinen Namen lästert, o Herr?                                            | Est-ce moi qui blasphème ton nom, Seigneur ? (französisch) | 1973 | Daniel Walther                |
| • Bin ich es, der Deinen Namen lästert, o Herr? I/II (2 Illustrationen zu der Erzählung) |                                                            | 1983 | Klaus D. Schiemann            |
| Dein Universum                                                                           |                                                            | 1983 | Arndt Ellmer                  |
| Ohne Titel (Gedicht)                                                                     |                                                            | 1983 | R. Henning                    |
| Raum (Gedicht)                                                                           |                                                            | 1983 | R. Henning                    |
| Vendetta (Gedicht)                                                                       |                                                            | 1983 | R. Henning                    |
| Mythologie 3 (Gedicht)                                                                   |                                                            | 1983 | R. Henning                    |
| Stimmchen aus dem Jenseits (Gedicht)                                                     |                                                            | 1983 | R. Henning                    |
| Kleider machen Leute                                                                     | Custom Fitting                                             | 1976 | James White                   |
| • Kleider machen Leute I/II/III (3 Illustrationen zu der Erzählung)                      |                                                            | 1983 | Mark van Oppen                |
| Das dunkle Schiff                                                                        |                                                            | 1983 | Martin Wambsganß              |
| • Das dunkle Schiff I/II (2 Illustrationen zu der Erzählung)                             |                                                            | 1983 | Michael Wertenbroch           |
| 2 Gedichte                                                                               |                                                            | 1983 | Billie Sander                 |
| Krieg unterm Weihnachtsbaum                                                              | War Beneath the Tree                                       | 1979 | Gene Wolfe                    |
| • Krieg unterm Weihnachtsbaum I/II (2 Illustrationen zu der Erzählung)                   |                                                            | 1983 | Bruno Gräf                    |

### Science Fiction Story Reader 20 – 1983
| Deutscher Titel                                                                     | Originaltitel                                                        | Jahr | Autor                               |
| ----------------------------------------------------------------------------------- | -------------------------------------------------------------------- | ---- | ----------------------------------- |
| Morgen wird die Kiste gebracht                                                      |                                                                      | 1983 | Karl Wrchowetzky                    |
| • Morgen wird die Kiste gebracht (Illustration zu der Erzählung)                    |                                                                      | 1983 | Klaus D. Schiemann                  |
| Nächtliches Ministerium                                                             | Ministro notturno (italienisch)                                      | 1964 | Anna Rinonapoli                     |
| • Nächtliches Ministerium I/II (2 Illustrationen zu der Erzählung)                  |                                                                      | 1983 | Klaus Porschka                      |
| Shira                                                                               |                                                                      | 1983 | Jörg Weigand                        |
| • Shira (Illustration zu der Erzählung)                                             |                                                                      | 1983 | Klaus D. Schiemann                  |
| Die Schattenseite der Vollkommenheit                                                | Ten’ soveršenstva (Тень совершенства) (russisch)                     | 1982 | Dmitrij Bilenkin (Дмитрий Биленкин) |
| Aus dem Herzen der Galaxis zur Erde                                                 | Jark jai klarnk galaxi soo loke (จากใจกลางกาแล็กซี่สู่โลก) (thailändisch) | 1983 | Shaikupt (ชัยคุปต์)                    |
| Der Glückliche                                                                      |                                                                      | 1983 | Rainer-Michael Rahn                 |
| Für einen beliebigen berühmten Staatsmann (Gedicht)                                 |                                                                      | 1983 | Oliver Behnssen                     |
| Frieden: Utopia? (Gedicht)                                                          |                                                                      | 1983 | Oliver Behnssen                     |
| Sonnenbestattung (Gedicht)                                                          |                                                                      | 1983 | Oliver Behnssen                     |
| Konkrete Utopie (Gedicht)                                                           |                                                                      | 1983 | Oliver Behnssen                     |
| Paulette                                                                            |                                                                      | 1983 | Irmtraud Kremp                      |
| • Paulette I/II/III (3 Illustrationen zu der Erzählung)                             |                                                                      | 1983 | Jobst Teltschik                     |
| Sieben amerikanische Nächte                                                         | Seven American Nights                                                | 1978 | Gene Wolfe                          |
| • Sieben amerikanische Nächte I/II/III (3 Illustrationen zu der Erzählung)          |                                                                      | 1983 | Janos Fischer                       |
| Steine des Lichts (Gedicht)                                                         |                                                                      | 1983 | Henning Heske                       |
| Strahlen von Musica (Gedicht)                                                       |                                                                      | 1983 | Henning Heske                       |
| Kreuz des Fliegens (Gedicht)                                                        |                                                                      | 1983 | Henning Heske                       |
| Parseksteine (Gedicht)                                                              |                                                                      | 1983 | Henning Heske                       |
| Ein Untier an der Angel                                                             | With Thimbles, with Forks, and Hope                                  | 1981 | Kate Wilhelm                        |
| • Ein Untier an der Angel I–IV (4 Illustrationen zu der Erzählung)                  |                                                                      | 1983 | Jobst Teltschik                     |
| Gestern – Heute – Morgen (Gedicht)                                                  |                                                                      | 1983 | Billie Sanders                      |
| Einzug (Gedicht)                                                                    |                                                                      | 1983 | Billie Sanders                      |
| Prinz Eisenherz                                                                     |                                                                      | 1983 | Joern J. Bambeck                    |
| Ersatz (Gedicht)                                                                    |                                                                      | 1983 | Frank Scheurer                      |
| Das zweite Paradies                                                                 |                                                                      | 1983 | F. J. Samedy                        |
| • Das zweite Paradies (Illustration zu der Erzählung)                               |                                                                      | 1983 | Michael Wertenbroch                 |
| Kosmische Mission                                                                   |                                                                      | 1983 | Horst Mehler                        |
| • Friedrich Baron de la Motte Fouqué (Zeichnung, als Illustration zu der Erzählung) |                                                                      | 1822 | E. T. A. Hoffmann                   |
| • Nussknacker und Mausekönig (Zeichnung, als Illustration zu der Erzählung)         |                                                                      | 1857 | Theodor Hosemann                    |
| • Selbstbildnis (Zeichnung, als Illustration zu der Erzählung)                      |                                                                      | 1820 | E. T. A. Hoffmann                   |
| • Guckkasten (Zeichnung, als Illustration zu der Erzählung)                         |                                                                      | 1822 | E. T. A. Hoffmann                   |
| Sonnenwende – An den Toren von Obriariatan                                          | Solstice (aux portes d’Obriariatan) (französisch)                    | 1976 | Daniel Walther                      |
| • Sonnenwende – An den Toren von Obriariatan (Illustration zu der Erzählung)        |                                                                      | 1983 | Klaus D. Schiemann                  |

### Science Fiction Story Reader 21 – 1984
| Deutscher Titel                                                                                              | Originaltitel                                            | Jahr | Autor                                     |
| --- | -------------------------------------------------------- | ---- | ----------------------------------------- |
| Katastrophentourismus oder Das schielende Ungeheuer hinter dem Samtvorhang                                   |                                                          | 1984 | Peter Meleghy                             |
| • Katastrophentourismus oder Das schielende Ungeheuer hinter dem Samtvorhang (Illustration zu der Erzählung) |                                                          | 1984 | Klaus D. Schiemann                        |
| Das große Experiment                                                                                         |                                                          | 1984 | Theodor Dolezol                           |
| Der Rückzug                                                                                                  | Отступление (russisch)                                   | 1976 | Wladimir Stscherbakow (Владимир Щербаков) |
| • Der Rückzug I/II (2 Illustrationen zu der Erzählung)                                                       |                                                          | 1984 | Bruno Gräf                                |
| Der längere Atem                                                                                             |                                                          | 1984 | Herbert Somplatzki                        |
| • Der längere Atem (Illustration zu der Erzählung)                                                           |                                                          | 1984 | Klaus D. Schiemann                        |
| Störungen |                                                          | 1959 | Mijndert Bertram                          |
| Der Retter oder Ein echt harter Typ ist überall gefragt                                                      |                                                          | 1984 | Klaus M. Matthey                          |
| • Der Retter oder Ein echt harter Typ ist überall gefragt (Illustration zu der Erzählung)                    |                                                          | 1984 | Michael Wertenbroch                       |
| Overmoon | Скользящий по морю космоса (russisch)                    | 1981 | Andrej Dmitruk (Андрій Дмитрук)           |
| Schiffszeit                                                                                                  | Il tempo dell’astronave (italienisch)                    | 1983 | Vittorio Curtoni                          |
| • Schiffszeit (Illustration zu der Erzählung)                                                                |                                                          | 1984 | Jobst Teltschik                           |
| Cosmovia | Cosmovia (rumänisch)                                     | 1975 | Gheorghe Săsărman                         |
| • Cosmovia (Illustration zu der Erzählung)                                                                   |                                                          | 1984 | Klaus D. Schiemann                        |
| Sah-Harah | Sah-Harah                                                | 1975 | Gheorghe Săsărman                         |
| • Sah-Harah (Illustration zu der Erzählung)                                                                  |                                                          | 1984 | Klaus D. Schiemann                        |
| Das Tremendum                                                                                                |                                                          | 1984 | Kurt Bracharz                             |
| • Das Tremendum (Illustration zu der Erzählung)                                                              |                                                          | 1984 | Klaus D. Schiemann                        |
| Der letzte Wunsch                                                                                            |                                                          | 1984 | Diethard van Heese                        |
| * Der letzte Wunsch I/II (2 Illustrationen zu der Erzählung)                                                 |                                                          | 1984 | Janos Fischer                             |
| Der Katzenprinz                                                                                              |                                                          | 1984 | Barbara Ercklentz                         |
| • Der Katzenprinz I/II/III (3 Illustrationen zu der Erzählung)                                               |                                                          | 1984 | Klaus D. Schiemann                        |
| Die männliche Komödie (Gedicht)                                                                              |                                                          | 1984 | Oliver Behnssen                           |
| ein steak ist ein steak (Gedicht)                                                                            |                                                          | 1984 | Oliver Behnssen                           |
| Unverletzbare Wolke (Gedicht)                                                                                |                                                          | 1984 | Oliver Behnssen                           |
| Hang Down Your Head, Tom Dooley                                                                              |                                                          | 1984 | Marockh Lautenschlag                      |
| • Hang Down Your Head, Tom Dooley (Illustration zu der Erzählung)                                            |                                                          | 1984 | Jobst Teltschik                           |
| Der Liebesdiener oder Die neueste Errungenschaft der Technik (Gedicht)                                       |                                                          | 1984 | Joern J. Bambeck                          |
| Ein Brief oder Moderne Zeiten: Knast-Cafés                                                                   |                                                          | 1984 | Peter Meleghy                             |
| Letzte Augenblicke in Gesellschaft teurer Wesen                                                              | Dernier instants en compagnie d’ètre chers (französisch) | 1981 | Richard D. Nolane                         |
| • Letzte Augenblicke in Gesellschaft teurer Wesen (Illustration zu der Erzählung)                            |                                                          | 1984 | Bruno Gräf                                |
| Die Narzissen wachsen am Abend                                                                               | Les Narcisses poussent le soir (französisch)             | 1977 | Christine Renard                          |
| • Die Narzissen wachsen am Abend I/II (2 Illustrationen zu der Erzählung)                                    |                                                          | 1984 | Bruno Gräf                                |
| Umfassende Vorsorge                                                                                          |                                                          | 1984 | Thomas Wolfram-Falk                       |
| • Umfassende Vorsorge (Illustration zu der Erzählung)                                                        |                                                          | 1984 | Michael Wertenbroch                       |
| Terroristenfotos                                                                                             |                                                          | 1983 | Till Bastian                              |
| Die Barmherzige Gemeinschaft                                                                                 | The House of Compassionate Sharers                       | 1977 | Michael Bishop                            |
| * Die Barmherzige Gemeinschaft I–V (5 Illustrationen zu der Erzählung)                                       |                                                          | 1984 | Klaus D. Schiemann                        |
| Szenario für einen Weltuntergang                                                                             |                                                          | 1984 | Heidelore Kluge                           |
| • Szenario für einen Weltuntergang (Illustration zu der Erzählung)                                           |                                                          | 1984 | Jobst Teltschik                           |
| Sie (Gedicht)                                                                                                |                                                          | 1984 | Henning Heske                             |
| Aus dieser Entfernung (Gedicht)                                                                              |                                                          | 1984 | Henning Heske                             |
| Hasso |                                                          | 1984 | St. Georg Grzesik                         |
| • Hasso (Illustration zu der Erzählung)                                                                      |                                                          | 1984 | Klaus Porschka                            |
| Der Flug |                                                          | 1984 | Joern J. Bambeck                          |
| Der Familienaffe                                                                                             | The Family Monkey                                        | 1977 | Lisa Tuttle                               |
| * Der Familienaffe I–V (5 Illustrationen zu der Erzählung)                                                   |                                                          | 1984 | Jobst Teltschik                           |
| Garleen |                                                          | 1984 | Bernd Mayer                               |
| • Garleen (Illustration zu der Erzählung)                                                                    |                                                          | 1984 | Jobst Teltschik                           |
| Nach Babylon, nach Babylon!                                                                                  |                                                          | 1984 | Karl Wrchowetzky                          |
| • Nach Babylon, nach Babylon! (Illustration zu der Erzählung)                                                |                                                          | 1984 | Klaus D. Schiemann                        |